# Resonance Records
Resonance Records is een onafhankelijk Amerikaans platenlabel voor jazz. Het is onderdeel van de non-profit-organisatie Rising Jazz Stars Foundation die zich inspant om nieuwe jazzmusici een duw in de rug te geven. De organisatie en het label werden opgericht door de producer en geluidstechnicus George Klabin, eigenaar van de opnamestudio Sound Ideas in New York. Het label is gevestigd in Los Angeles. 
Artiesten die op het label uitkwamen zijn onder meer Freddie Hubbard, Andreas Öberg, Christian Howes, Dado Moroni, Claudio Roditi, Marian Petrescu, John Beasley, Scott LaFaro, Gene Harris en Jermaine Landsberger. In 2009 kreeg een plaat op dit label, "Plays Tribute to Oscar Peterson" van de Resonance Big Band, een Grammy in de categorie 'Best Instrumental Arrangement'.